# Disphyma australe
Disphyma australe is een plantensoort uit de ijskruidfamilie (Aizoaceae). Het is een uitbreidende succulente dwergstruik met stengels tot 2 meter lengte. De vlezige bladeren zijn driezijdig met een afgeronde onderhoek. De op madeliefjes lijkende bloemen zijn wit tot dieproze gekleurd.
De soort komt voor in Nieuw-Zeeland. De soort telt twee ondersoorten. Disphyma australe subsp. australe komt voor op de Driekoningeneilanden, op het Noordereiland, het Zuidereiland, op Stewarteiland en op de Chathameilanden. Deze ondersoort komt voor langs de kust en groeit op rotswanden, keien- en keienstranden of in kustbos rond stormvogelholen. Disphyma australe subsp. stricticaule groeit op de Kermadeceilanden, waar hij groeit op rotswanden, langs oevers, op keien- en keienstranden of in de buurt van vogelbroedplaatsen.

## Ondersoorten
- Disphyma australe subsp. australe
- Disphyma australe subsp. stricticaule